# Филип V фон Ханау-Лихтенберг
Филип V фон Ханау-Лихтенберг (на немски: Philipp V von Hanau-Lichtenberg) е граф на Ханау-Лихтенберг (1590 – 1599).

## Биография
Роден е на 21 февруари 1541 година в Буксвилер в Елзас. Той е син и наследник на граф Филип IV фон Ханау-Лихтенберг (1514 – 1590) и съпругата му графиня Елеонора фон Фюрстенберг (1523 – 1544), дъщеря на граф Фридрих III фон Фюрстенберг († 1559) и графиня Анна фон Верденберг-Хайлигенберг († 1554).
На 18 юни 1553 г. той се записва да следва математика и астрономия в университета на Тюбинген.
Филип V се разболява и умира на 2 юни 1599 г. по време на лечение в Нидерброн (днес Нидерброн-ле-Бен, Елзас) и е погребан в Лихтенберг, Елзас.

## Фамилия
Първи брак: на 14 октомври 1560 г. в Бич (Франция) с пфалцграфиня Лудовика Маргарета фон Цвайбрюкен-Бич (* 19 юли 1540; † 15 декември 1569, Ингвилер, Елзас), единствено дете и наследничка на граф Якоб фон Цвайбрюкен-Бич (* 19 юли 1510; † 22 март 1570). С нея той има децата:
- Йохана Сибила (1564 – 1636), омъжена за граф Вилхелм IV фон Вид-Рункел (1581 – 1612)
- Филип (1565 – 1572)
- Албрехт (1566)
- Катарина (1568 – 1636), омъжена за шенк Еберхард I Шенк фон Лимпург (1560 – 1622)
- Йохан Райнхард I (1569 – 1625), граф на Ханау-Лихтенберг, женен 1593 г. за графиня Мария Елизабет фон Хоенлое-Нойенщайн (1576 – 1605) и 1605 г. за графиня Анна фон Салм (1582 – 1636)

Втори брак: на 18 февруари 1572 г. в Бич с графиня Катарина фон Вид (* 27 май 1552; † 13 ноември 1584, Лихтенау), дъщеря на граф Йохан IV фон Вид († 1581) и графиня Катарина фон Ханау-Мюнценберг (1525 – 1588/1593). С нея той има децата:
- Юлиана (1573 – 1582)
- Елеонора (1576 – умира като дете)
- Филип (1579 – 1580)
- Амалия (1582 – 1627)

Трети брак: на 20 юни 1586 г. в Буксвилер той се жени за шенкин Агата цу Лимпург-Оберзонтхайм (* 17 ноември 1561; † 1623), дъщеря на имперския наследствен шенк Фридрих VI Шенк фон Лимпург, господар на Лимпург-Оберзонтхайм (* 6 август 1536; † 29 януари 1596). Тя се омъжва втори път след 1605 г. за граф Рудолф IV фон Зулц, ландграф в Клетгау (* 13 февруари 1559; † 5 май 1620), преди женен за Барбара фон Щауфен. Филип V и Агата имат децата:
- Агата (1587 – сл. 1605)
- Райнхард (1589)
- Анна Маргарета (* сл. 1589; † малко след раждането)